# Marion Pedersen
Marion Britta Lamberts Pedersen (født 14. januar 1949 i København) er en  selvstændig erhvervsdrivende og har været medlem af Folketinget for Venstre, for hvem hun var indfødsrets- og beredskabsordfører.
Hun er datter af vinduespudser Aksel Vestergaard og lagerforvalter Gurli Nielsen og gift med Henrik Pedersen.
Hun modtog i 2010 Mathildeprisen for sit store engagement i sexkøbsdebatten.